# Universität Titu Maiorescu

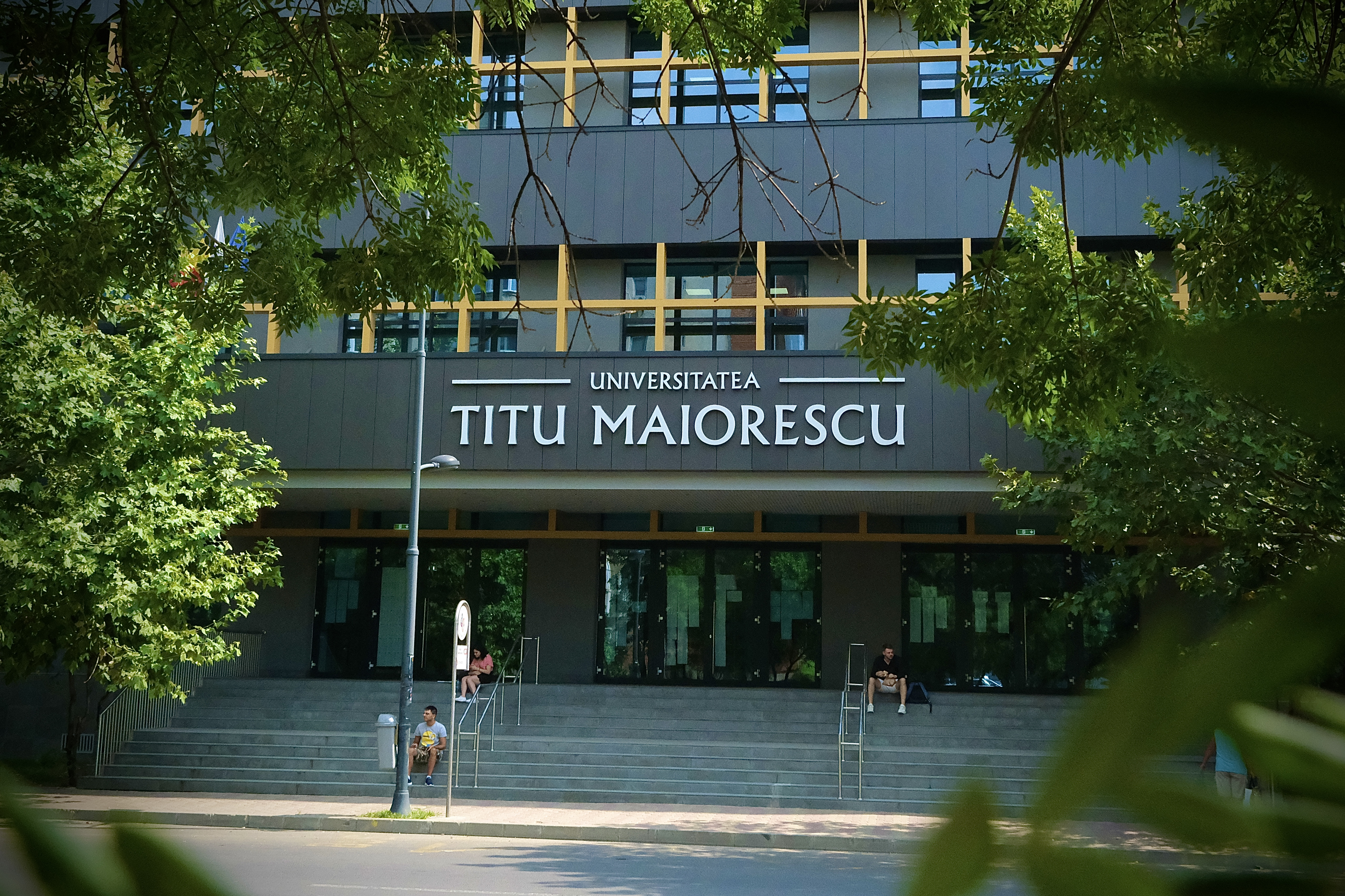
Universität Titu Maiorescu, 2023

Die Universität Titu Maiorescu (rumänisch: Universitatea Titu Maiorescu) ist eine Privatuniversität mit Sitz in der rumänischen Hauptstadt Bukarest. Die Universität wurde 1990 gegründet und ist nach dem rumänischen Schriftsteller Titu Maiorescu benannt. Rektor war bis 2006 Avram Filipaṣ, seither ist es Iosif R. Urs.
Die Hochschule betreibt eine Außenstelle in Târgu Jiu. In Bukarest wird seit 2009 ein Kompetenzzentrum für Entrepreneurausbildung aufgebaut. An diesem Projekt wirkten das Institut für Entrepreneurship der Fachhochschule Frankfurt am Main sowie die Steinbeis-Hochschule mit.
Ein Forschungsschwerpunkt ist die Antikorruptionspolitik.

## Fakultäten
Die Universität Titu Maiorescu (UTM) gliedert sich in insgesamt sieben Fakultäten:
- Wirtschaftswissenschaften
- Informationstechnik
- Rechtswissenschaften
- Medizin
- Zahnmedizin
- Psychologie
- Sozialwissenschaften und Politikwissenschaft

Eine Außenstelle der Universität befindet sich in Târgu Jiu.